# Жан Шапо
Жан Шапо (на френски: Jean Chapot) е френски актьор, режисьор, сценарист.

## Биография
Дебютира в киното през 1957 г. като режисира „Крадецът“, където събира заедно Роми Шнайдер и Мишел Пиколи.
През 1970 г. прави „Светлинните години“, фантастична история, след това „Изгорелите хамбари“, в който дебютира младата актриса Миу-Миу.

## Избрана филмография
| Година | Филм               | Оригинално заглавие |
| ------ | ------------------ | ------------------- |
| 1973   | Изгорелите хамбари | Les Granges brûlées |